# Sylvain Sohest
Joseph Sylvain Sohest (Ohain, 1892 - 12 juli 1975) was een Belgisch volksvertegenwoordiger en burgemeester.

## Levensloop
Sohest was aannemer van openbare werken.
Hij werd gemeenteraadslid van Waterloo van 1938 tot 1948 en was er burgemeester van 1939 tot 1946.
In augustus 1945 werd hij socialistisch volksvertegenwoordiger voor het arrondissement Nijvel, in dubbele opvolging van de overleden Henri Lepage, nadat was gebleken dat de eerste opvolger, Jean Wincq, bezweken was in het concentratiekamp Bergen-Belsen. Hij vervulde dit mandaat tot aan de eerste naoorlogse wetgevende verkiezingen van februari 1946.